# Perwomaiskoje (Ak-Kuduk)
Perwomaiskoje (russisch Первомайское, benannt nach dem 1. Mai; auch kirgisisch Биринчи Май Birintschi Mai) ist ein Dorf im Rajon Yssyk-Ata im Oblus Tschüi in Kirgisistan.

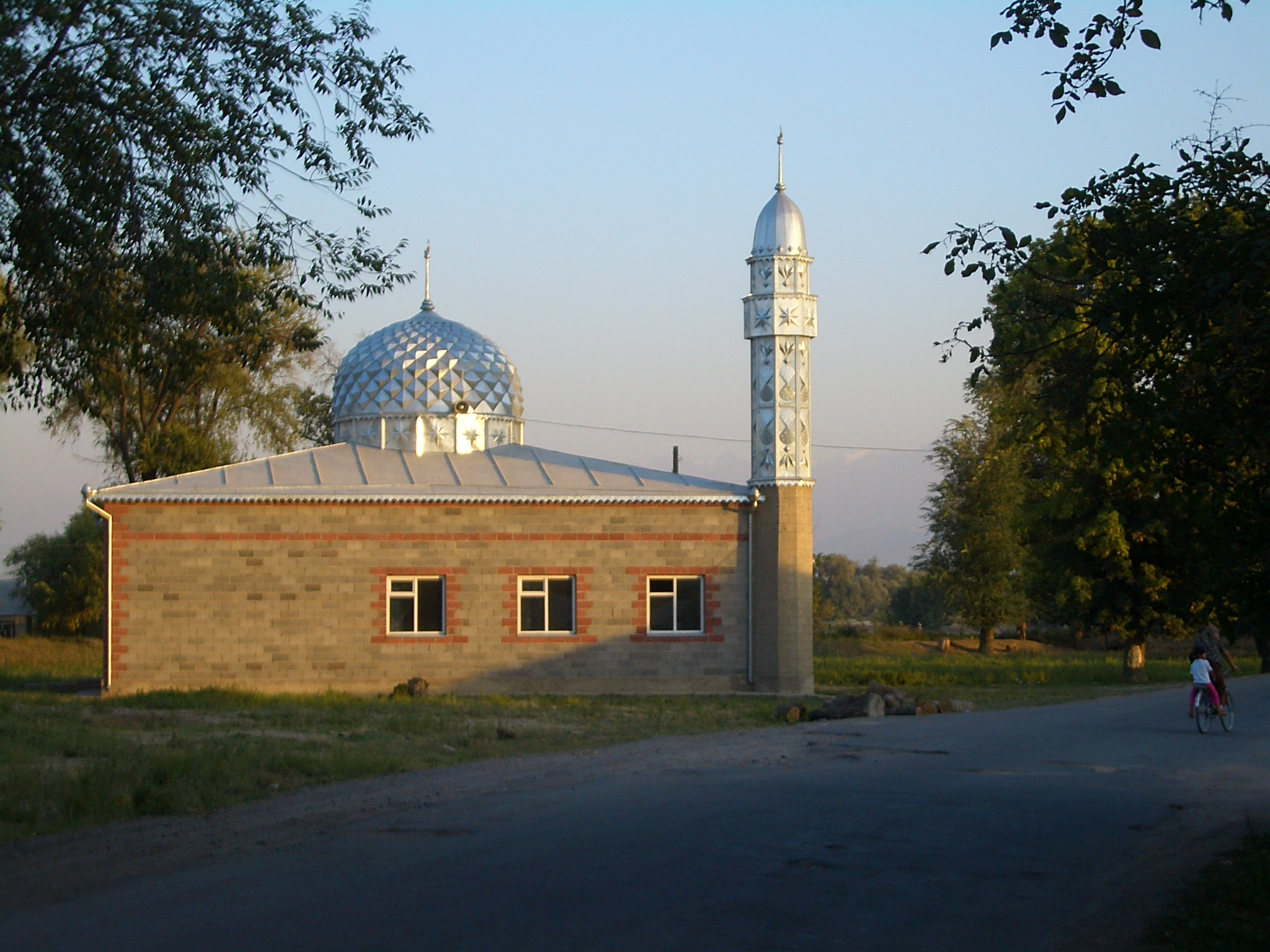
Die neue Moschee in Perwomaiskoje

Der kleine Ort hat rund 800 Einwohner (2009) und liegt, umgeben von bewässerten Feldern, im Tschüital, rund 6 km nordwestlich der Stadt Kant und etwa 20 km nordöstlich des Stadtzentrums von Bischkek, der Landeshauptstadt. Er bildet mit den benachbarten Dörfern Kirowskoje, Ak-Kuduk, Kotowskoje und Khun Chi (teilweise) die Gemeinde (Aiyl Okmotu) Ak-Kuduk, deren Verwaltungssitz sich in Kirowskoje befindet.
(Ein zweites Dorf namens Perwomaiskoje liegt im Süden des Rajons Yssyk-Ata und gehört zur Gemeinde Nurmanbet.)